# Iłów (przystanek kolejowy)
Iłów (biał. Ілава, ros. Илово) – przystanek kolejowy w pobliżu miejscowości Iłów, w rejonie miadzielskim, w obwodzie mińskim, na Białorusi. Położony jest na linii Połock – Mołodeczno.